# L'Âge d'or (album)
Pour les articles homonymes, voir L'Âge d'or.
Albums de Cali
Vernet-les-Bains
(2012) Les Choses défendues
(2016)
L'Âge d'or est le sixième album du chanteur Cali, sorti le 9 mars 2015.

## L'album
Cet album, bien reçu par les critiques (Fnac, Obs, Le Parisien, Sud Ouest Blog...) montre un aspect plus sensible du chanteur dans lequel il a fait deux chansons pour chacune de ses filles (titres 8 et 12).[réf. nécessaire]
Nostalgique dans le bon sens du terme[Interprétation personnelle ?], il explique :
« Ce n’était pas mieux avant. Tu perds tes parents tôt mais tu vis dans un village où tout le monde est de la même famille, où tu peux sortir à pas d’heure et personne ne s’inquiète, au pied de la montagne. Tu connais tes premières amours dans des sites magnifiques et tes potes sont encore là. Va parler à des mômes de banlieue des cabanes que tu faisais quand t’était minot… J’ai conscience d’avoir vécu une enfance merveilleuse. »

## Liste des pistes
| No  | Titre                         | Durée |
| --- | ----------------------------- | ----- |
| 1.  | Tout ce qui ne reviendra plus | 04.11 |
| 2.  | Le Cour chargé comme un fusil | 03.31 |
| 3.  | La Vie quoi !                 | 03.22 |
| 4.  | La vie est une menteuse       | 04.08 |
| 5.  | C'était beau                  | 03.25 |
| 6.  | Ostende                       | 03.10 |
| 7.  | Camarade                      | 03.41 |
| 8.  | Coco                          | 03.35 |
| 9.  | Le Grand Chemin               | 03.42 |
| 10. | Je dois te dire tout ça       | 03.17 |
| 11. | Poppée in utero               | 02.54 |
| 12. | Poppée                        | 03.02 |
| 13. | L'Âge d'or                    | 02.57 |

Titre 8 : avec Coco Grace Coliciuri
Titre 9 : avec Jimme O'Neill
Des citations accompagnent les textes dans le livret de l'album :
- "Je suis épuisé, mes membres sont comme rompus ; et cependant il est des heures où se ranime cette étincelle qu'ils appellent la vie." (Rainer Maria Rilke)
- "C'était comme courir dans un pré, conscient des blessures de la vie et pourtant l'envie de vivre." (Emmanuelle Béart)

## Réception
Bien accueilli par les critiques (exemple : Sony) pour son atmosphère qui mélange mélancolie, énergie et recherche du bonheur, cet album marque aussi un changement d'éditeur.
Le titre de l'album est un hommage à la chanson du même nom de Léo Ferré.